# Sidi Rached-broen
Sidi Rached-broen er en buebro i byen Constantine i Algeriet. Broen krydser flodkløften med Rhumel-floden. Den er opført i perioden 1908-1912 og er 450 m lang. Der er 27 fag hvoraf hovedfaget er 68 m langt. Med en højde på 102,50 m var den en af de højeste og største betonbuerbroer i verden da den blev opført.
Broen ligner meget i sin opbygning Adolphe-broen i Luxembourg fra 1903. Broen er berømt og en vigtig del af Algeriets kulturarv.
Otte brofag på højre side af Rhumel har problemer med en ustabil undergrund. Probelmerne er flere gange forsøgt løst ved at fastgøre fundamenterne til grundfjeldet og med dræning. I 2008 var et jordskred tæt på at få af en buerne til at kollapse.